# Matias Maccelli
Matias Maccelli, född 14 oktober 2000, är en finländsk professionell ishockeyforward som spelar för Utah Mammoth i National Hockey League (NHL).
Han har tidigare spelat för Arizona Coyotes och Utah Hockey Club i NHL; Ilves i Liiga; Tucson Roadrunners i American Hockey League (AHL) samt Dubuque Fighting Saints i United States Hockey League (USHL).
Maccelli draftades av Arizona Coyotes i fjärde rundan i 2019 års draft som 98:e spelare totalt.

## Statistik
| 2017–2018    | Dubuque Fighting Saints | USHL         | 36  | 8  | 13 | 21  | 14 | 5  | 0 | 1 | 1 | 0 |
| 2018–2019    | Dubuque Fighting Saints | USHL         | 62  | 31 | 41 | 72  | 42 | 6  | 1 | 4 | 5 | 2 |
| 2019–2020    | Ilves                   | Liiga        | 6   | 1  | 0  | 1   | 2  | —  | — | — | — | — |
| 2020–2021    | Ilves                   | Liiga        | 51  | 15 | 24 | 39  | 20 | 5  | 1 | 1 | 2 | 2 |
| 2021–2022    | Arizona Coyotes         | NHL          | 23  | 1  | 5  | 6   | 4  | —  | — | — | — | — |
|              | Tucson Roadrunners      | AHL          | 47  | 14 | 43 | 57  | 20 | —  | — | — | — | — |
| 2022–2023    | Arizona Coyotes         | NHL          | 64  | 11 | 38 | 49  | 18 | —  | — | — | — | — |
| 2023–2024    | Arizona Coyotes         | NHL          | 82  | 17 | 40 | 57  | 8  | —  | — | — | — | — |
| 2024–2025    | Utah Hockey Club        | NHL          | 55  | 8  | 10 | 18  | 8  | —  | — | — | — | — |
| NHL totalt   | NHL totalt              | NHL totalt   | 224 | 37 | 93 | 130 | 38 | —  | — | — | — | — |
| Liiga totalt | Liiga totalt            | Liiga totalt | 94  | 28 | 41 | 69  | 36 | 5  | 1 | 1 | 2 | 2 |
| USHL totalt  | USHL totalt             | USHL totalt  | 98  | 39 | 54 | 93  | 56 | 11 | 1 | 5 | 6 | 2 |

### Internationellt
| Källa: Uppdaterad: 2022-03-04 | Källa: Uppdaterad: 2022-03-04 | Källa: Uppdaterad: 2022-03-04 |         | Utv = Utvisningsminuter | Utv = Utvisningsminuter | Utv = Utvisningsminuter | Utv = Utvisningsminuter | Utv = Utvisningsminuter |
| År                            | Lag                           | Mästerskap                    | Matcher | Mål                     | Assists                 | Poäng                   | Utv                     |                         |
| ----------------------------- | ----------------------------- | ----------------------------- | ------- | ----------------------- | ----------------------- | ----------------------- | ----------------------- | ----------------------- |
| 2015                          | Finland                       | Ivan Hlinka                   | 4       | 1                       | 1                       | 2                       | 0                       |                         |
| 2020                          | Finland                       | JVM                           | 7       | 2                       | 3                       | 5                       | 8                       |                         |
| Junior totalt                 | Junior totalt                 | Junior totalt                 | 11      | 3                       | 4                       | 7                       | 8                       |                         |